# Kenneth Fink
Kenneth Fink, detto Ken (...), è un produttore televisivo e regista statunitense.
Prima di dirigere, Fink è stato un produttore di segmenti di documentari televisivi. Ha diretto molti episodi di alcune serie, tra cui: Dawson's Creek, Oz, Nash Bridges, CSI - Scena del crimine, Millennium, Fringe, Revenge, Nikita e Arrow.